# Prosopocera multipunctata
Prosopocera multipunctata là một loài bọ cánh cứng trong họ Cerambycidae.